# Cosita linda
Cosita linda (En inglés: Sweet Thing) es una telenovela estadounidense-venezolana realizada por Venevisión International Productions en conjunto con Univision Studios y distribuida por Cisneros Media Distribution en el año 2014. Es una adaptación de la telenovela venezolana Cosita rica escrita por Leonardo Padrón.
Está protagonizada por Ana Lorena Sánchez y Christian Meier, y con las participaciones antagónicas de Pedro Moreno, Eva Tamargo, Zuleyka Rivera y Carolina Tejera.
Las grabaciones comenzaron el 31 de mayo de 2013 en Miami (Estados Unidos) y finalizaron el 28 de febrero de 2014.
Se estrenó en Venezuela el 27 de enero de 2014 a las 9pm en Venevisión, luego a pocas semanas se trasladó a las 2pm, su capítulo final fue emitido el 22 de septiembre de 2014, esta fecha coincide con el estreno en Estados Unidos por Univisión a las 12pm/11c.

## Sinopsis
Ana Lorena Rincón es una joven muy hermosa que vive en el barrio popular “La Esperanza” en Los Ángeles, California. Cuando ella y Diego Luján se conocen por casualidad en una tienda, el heredero de una exitosa agencia de publicidad queda tan impactado por la chica que no puede dejar de pensar en ella. Diego está a punto de casarse con la famosa modelo Viviana Robles, pero el destino tiene otros planes... y convertirá el encuentro entre él y Ana Lorena en una apasionada historia de amor.
Unos días antes de la fecha pautada para su boda con Viviana, Diego vuelve a ver a Ana en un barco crucero donde él va de pasajero y ella está trabajando como mesera. Con ese reencuentro inesperado nace un amor profundo entre ambos, por lo que Diego decide cancelar su matrimonio y empezar una nueva vida junto a Ana.
Pero las cosas no se dan como ellos esperan. Viviana, despechada y sedienta de venganza, le tiende una trampa a Ana el día que ésta debe encontrarse con Diego en el aeropuerto para viajar juntos. Falsamente acusada de contrabando de drogas, Ana va presa por varios meses, sin poder explicarle a Diego lo que realmente sucedió.
Al salir de prisión, Ana empieza a trabajar como maquilladora y, de nuevo, el destino la pone frente a frente con Diego. La novia a quien la han contratado para maquillar no es otra que Viviana, quien logró reconquistar a Diego a base de artificios y mentiras, ya que le ha hecho creer que Ana era culpable del delito que se le imputó. Al encontrarse Ana y Diego ese día, ambos sienten el mismo amor de antes, pero ya es demasiado tarde. 
El futuro de la pareja se complica aún más con la aparición repentina de un medio hermano desconocido de Diego, Olegario, quien se enamora de Ana. Ahí comienza una batalla feroz entre los dos hermanos por Ana... mientras que, poco a poco, los engaños de Viviana comienzan a descubrirse.

## Reparto
| Actor/Actriz        | Personaje                         |
| ------------------- | --------------------------------- |
| Christian Meier     | Diego Luján                       |
| Ana Lorena Sánchez  | Ana Lorena Rincón                 |
| Pedro Moreno        | Olegario Pérez                    |
| Zuleyka Rivera      | Viviana "Vivi" Robles de Luján    |
| Carolina Tejera     | Tiffany Robles                    |
| Scarlet Gruber      | María José Luján / Mariana Vargas |
| Adrián Di Monte     | Santiago Rincón                   |
| Alma Delfina        | Doña Santa                        |
| Anna Silvetti       | Consuelo Pérez                    |
| Alfredo Huereca     | Don Lupe Rincón                   |
| Alberto Salaberry   | Vicente Durán                     |
| Cristina Bernal     | Palmira Arrollo                   |
| Cristina Abuhazi    | Anelí                             |
| Mariet Rodríguez    | Laura Duarte                      |
| Anna Sobero         | Prudencia Vargas                  |
| Norma Zúñiga        | Nana Ramona                       |
| Liliana Rodríguez   | La Chata                          |
| Xavier Coronel      | Raúl Yáñez                        |
| Mijail Mulkay       | Lisandro Gómez                    |
| Franklin Virgüez    | Darío                             |
| Sandra Itzel        | Maya                              |
| Emeraude Toubia     | Dulce Rincón                      |
| Patricio Gallardo   | Nico                              |
| Ana Belén Lander    | Debbie Durán                      |
| Gisella Aboumrad    | Carmela                           |
| Juan Carlos Flores  | El Pelón                          |
| Tali Duclaud        | Romina                            |
| Danilo Carrera      | Federico "Fede" Madariaga         |
| Jason Canela        | Cacho                             |
| Henry Zakka         | Narciso Luján                     |
| Eva Tamargo         | Thelma Luján                      |
| Mauricio Mejía      | Alejandro "Alex" Gástelo          |
| Carlos Garín        | Gastón                            |
| Alessandra Guilarte | Leticia                           |